# Логан (округ, Західна Вірджинія)
Шаблон:StateAbbr_ 37°50′ пн. ш. 81°56′ зх. д. / 37.83° пн. ш. 81.94° зх. д.
Округ  Логан (англ. Logan County) — округ (графство) у штаті  Західна Вірджинія, США. Ідентифікатор округу 54045.

## Історія
Округ утворений 1824 року.

## Демографія
За даними перепису 2000 року загальне населення округу становило 37710 осіб, зокрема міського населення було 8592, а сільського — 29118. Серед мешканців округу чоловіків було 18292, а жінок — 19418. В окрузі було 14880 домогосподарств, 10935 родин, які мешкали в 16807 будинках. Середній розмір родини становив 2,95.
Віковий розподіл населення поданий у таблиці:
| Стать    | До 15 років | 15-21 | 22-29 | 30-39 | 40-49 | 50-65 | 65-85 | Понад 85 |
| -------- | ----------- | ----- | ----- | ----- | ----- | ----- | ----- | -------- |
| Чоловіки | 3461        | 1852  | 2062  | 2321  | 3273  | 3146  | 2049  | 128      |
| Жінки    | 3252        | 1726  | 2011  | 2518  | 3271  | 3367  | 2921  | 352      |

## Суміжні округи
- Лінкольн — північ
- Бун — північний схід
- Вайомінг — південний схід
- Мінго — південний захід

## Виноски
1. ↑  U.S. Decennial Census. United States Census Bureau. Архів оригіналу за 19 липня 2018. Процитовано 10 січня 2014.
2. ↑  Historical Census Browser. University of Virginia Library. Архів оригіналу за 11 серпня 2012. Процитовано 10 січня 2014.
3. ↑  Population of Counties by Decennial Census: 1900 to 1990. United States Census Bureau. Архів оригіналу за 3 червня 2013. Процитовано 10 січня 2014.
4. ↑  Census 2000 PHC-T-4. Ranking Tables for Counties: 1990 and 2000 (PDF). United States Census Bureau. Архів оригіналу (PDF) за 18 грудня 2014. Процитовано 10 січня 2014.
5. ↑  State & County QuickFacts. United States Census Bureau. Архів оригіналу за 7 червня 2011. Процитовано 10 січня 2014.(англ.) Наведено за англійською вікіпедією.
6. ↑  American FactFinder. Бюро перепису населення США. Архів оригіналу за 26 лютого 2012. Процитовано 31 січня 2008.

| США | Це незавершена стаття з географії США. Ви можете допомогти проєкту, виправивши або дописавши її. |